# St. Michael (Rinderfeld)

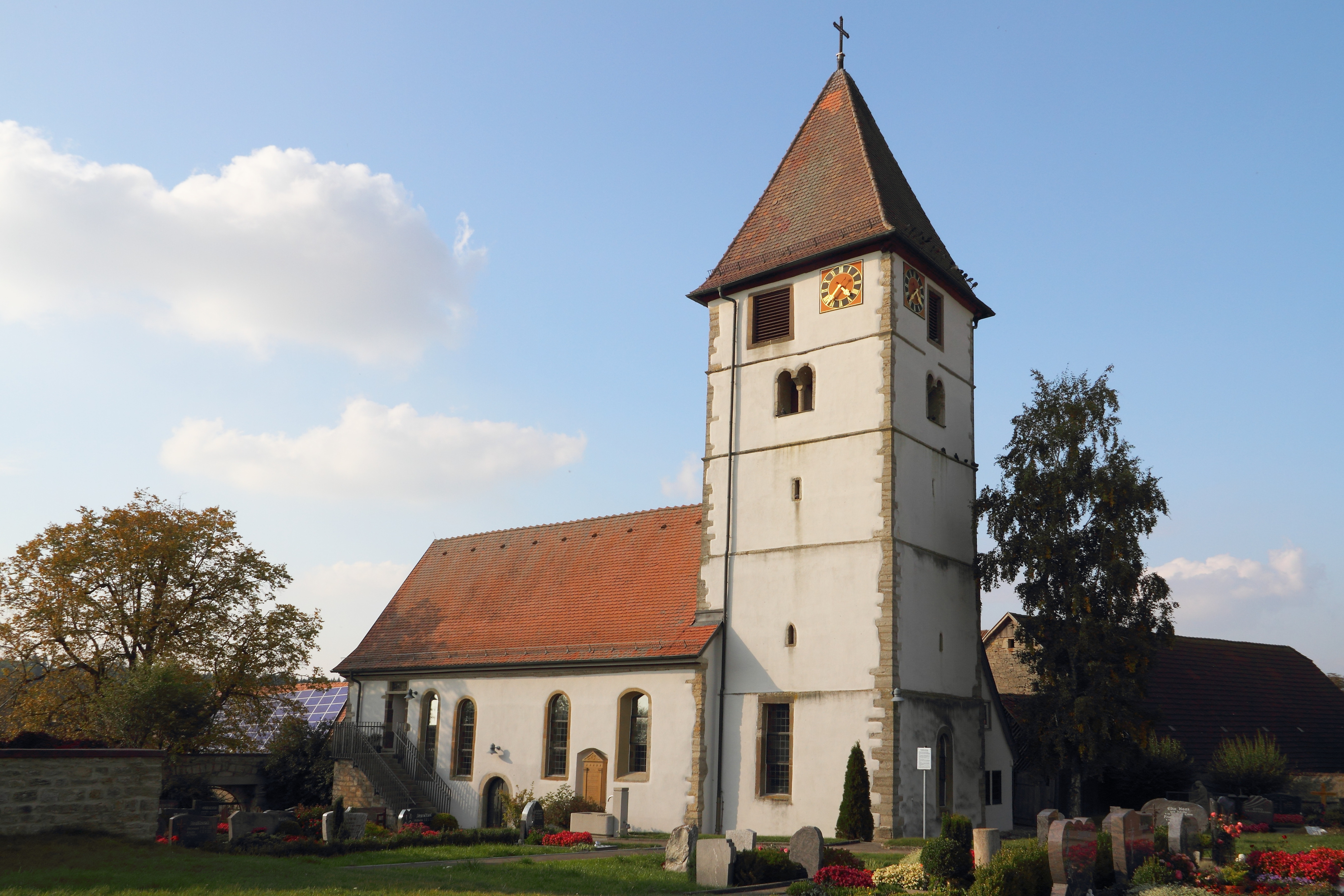
St. Michael in Rinderfeld

Die evangelische Kirche St. Michael steht auf dem Friedhof von Rinderfeld, einem Stadtteil von Niederstetten im Main-Tauber-Kreis in Baden-Württemberg. Das Bauwerk ist beim Landesamt für Denkmalpflege Baden-Württemberg als Baudenkmal eingetragen. Die Kirchengemeinde gehört zur Verbundkirchengemeinde Wildentierbach im Kirchenbezirk Weikersheim der Evangelischen Landeskirche in Württemberg.

## Beschreibung
Die romanische Saalkirche besteht aus einem Langhaus und einem Chorturm auf quadratischem Grundriss im Osten, dessen oberstes Geschoss die Turmuhr und den Glockenstuhl enthält und der mit einem Pyramidendach bedeckt ist.
Die Orgel wurde 1983 von Richard Rensch restauriert.